# 新居浜市立別子中学校
新居浜市立別子中学校（にいはましりつ べっしちゅうがっこう）は、愛媛県新居浜市にある公立中学校。新居浜市立別子小学校と同じ校舎で活動している。

## 設備・環境
- 校舎は4階建てだが玄関は3階。
- 正門付近に小学校校舎があったが、2010年に解体。
- 別子山消防団の施設が同じ敷地内に設置されている。
- 体育館は冷暖房完備。
- 校区外中学生のための寄宿舎「立志寮」が2018年3月に完成[1]。
- 給食は寮の調理場で作られており、寮の食堂で食べる。民間業者に委託しており、厳密には「給食」ではない。
- 地元生徒は通常の学校と同じく自宅より通学する。（徒歩、自転車、バスなど）

## 寄宿舎「立志寮」
- 学校の敷地内に建築。2018年に完成。
- 建築は住友林業、維持・運営はエムアンドエムサービスが担当。
- 18名まで入寮可能で、すべて個室。

## 沿革
- 1947年（昭和22年）「宇摩郡別子山村立別子中学校」を創立。
- 2003年（平成15年）別子山村と新居浜市の合併により、「新居浜市立別子中学校」に名称変更。
- 2010年（平成22年）耐震強度の不足により小学校校舎を解体、中学校校舎を補強及び改修し、小中学校校舎として改設。
- 2016年（平成28年）「別子中学校 学び創生事業」により、新居浜市内の別子校区外の小学校から、希望した生徒の中から5名選考して受け入れ、英語・理数教育を充実させた「グローバルジュニアハイスクール」開始。
- 2017年（平成29年）英語・理科・数学・総合的な学習の時数を増やし、7時間授業を開始。
- 2018年（平成30年）校区外中学生の寮生活開始、13年ぶりに3学年が揃う。
- 2021年（令和３年）１学年の定員を５名から６名に増員。
- 2023年（令和5年）総合的な学習「別子ファーム」の取り組みが評価され、第54回博報賞受賞。

## 「別子中学校学び創生事業」について
- 新居浜市内小学校６年生の希望者から６名(男子３名、女子３名）を選抜する
- ３年間寮生活を行う（日曜夜～金曜昼）
- 別子山地域の活性化を目的としており、学校と地域が一緒に行う行事が多い
- 通常の中学校と比べて、英語、理科、数学、総合的な学習の時間の授業時間数が増えている
- 月～木：７時間授業、金：４時間授業
- 問い合わせは、新居浜市教育委員会学校教育課

## 部活動
- 卓球部（男・女）

## 通学区域が隣接している学校
- 新居浜市立角野中学校
- 四国中央市立土居中学校
- 四国中央市立三島西中学校
- （高知県）大川村立大川小中学校
- （高知県）いの町立本川中学校